# Univerzita Juraja Dobrily v Pule
Univerzita Juraja Dobrily v Pule (oficiálně chorvatsky Sveučilište Jurja Dobrila u Puli, latinsky Universitas studiorum Polensis Georgii Dobrila) je chorvatská univerzita v největším istrijském městě Pula, založena byla v roce 2006. V roce 2011 měla asi 2 465 studentů a 5 fakult.

## Fakulty
Univerzita Juraja Dobrily v Pule je zcela integrovanou univerzitou, skládající se z pěti oddělení:
- Fakulta ekonomiky a turistiky "Dr. Mijo Mirkoviće"
- Oddělení humanitních věd
- Oddělení informačních technologií
- Oddělení hudební výchovy
- Oddělení studium v italském jazyce
- Oddělení vzdělávání učitelů